# Michael Winner
Michael Robert Winner (ur. 30 października 1935 w Londynie, zm. 21 stycznia 2013 tamże) – brytyjski reżyser i producent filmowy tworzący zarówno w Europie jak i w Stanach Zjednoczonych. W USA zasłynął zapoczątkowując w 1974 cykl filmów z serii Życzenie śmierci z Charlesem Bronsonem w roli głównej.

## Filmografia
- Żartownisie (1967)
- Szeryf (1971)
- Mechanik (1972)
- Koszmary (1972)
- Chato (1972)
- Skorpion (Scorpio) (1973)
- Życzenie śmierci (1974)
- Won Ton Ton – pies, który ocalił Hollywood (1976)
- Braterstwo strażników ciemności (1977)
- Wielki sen (1978)
- Siła ognia (1979)
- Życzenie śmierci 2 (1982)
- Życzenie śmierci 3 (1985)
- Krzyk w ciemnościach (1985)
- Loża szyderców (1988)
- Rendez-vous ze śmiercią (1988)
- Strzał w dziesiątkę (1990)
- Parszywy weekend (Dirty Weekend) (1993)
- Sprawy ostateczne (1999)